# Турецкий для начинающих (фильм)
«Турецкий для начинающих» (нем. Türkisch für Anfänger) — приключенческая кинокомедия, завершающий телесериал «Турецкий для начинающих». Главные роли исполнили Йозефина Пройс, Элиас М’Барек, Пега Феридони и Арнел Таки. Все четверо уже ранее работали вместе в одноимённом телесериале. Премьера в Германии состоялась в 2012 года. В российский прокат фильм вышел 26 сентября 2013 года с рейтингом 16+.

## Сюжет
По сюжету Лена — не особо довольная своей жизнью 19-летняя девушка, которой приходится спорить не только со своей матерью, нетрадиционным психотерапевтом, но и со своим бойфрендом, который хочет больше, чем она желает ему дать. Лена хочет только, чтобы все оставили её в покое, но этого, конечно, не происходит. Напротив, её мать дарит своей унылой дочери путешествие в Таиланд. К сожалению мечтам о солнце, пляже и отвязных вечеринках не суждено сбыться в связи с падением самолёта. Дочь и мать выживают. Вместо того, чтобы встретиться в отеле, Лена оказывается на острове вместе с турецким мачо Чемом, его религиозной сестрой Ягмур и заикой Коста. В такой ситуации наступает хаос. В этоже время мать Лены встречает в отеле Метина, отца Чема и Ягмур.

## В главных ролях
| Актёр          | Роль                                 |
| -------------- | ------------------------------------ |
| Йозефина Пройс | Лена Шнайдер                         |
| Элиаш М’Барек  | Чем Озтюрк                           |
| Пега Феридони  | Сестра Чема Ягмур Озтюрк             |
| Аднан Марал    | Отец Чема и Ягмур Метин Озтюрк       |
| Анна Штайблих  | Мать Лены Дорис Шнайдер              |
| Аксель Шрайбер | Аксель Менде                         |
| Арнел Тачи     | Возлюбленный Ягмур Коста Папавассилу |

## Интересные факты
- Фильм был снят всего за 37 дней.
- Основные действия фильма происходят на одном из Андаманских островов — Северном Сентинельском, где обитает первобытное племя Сентинельцы, находящиеся в изоляции более 60 тысяч лет от остального мира и активно противостоящие любым попыткам установить с ними контакт, атакуя непрошеных гостей градом стрел. Однако показанная в фильме карта острова не соответствует действительности, кроме того, в реальности на Северном Сентинельском острове нет каких-либо современных строений, оставленных антропологами, лишь одной экспедиции удалось войти в расположение аборигенов и проникнуть в глубь острова, и то на короткое время.
- Позже создатель фильма Бора Дагтекин сообщил, что планирует продолжение фильма[4], однако оно так и не было снято.